# Arundanus rubralineus
Arundanus rubralineus är en insektsart som beskrevs av Delong 1935. Arundanus rubralineus ingår i släktet Arundanus och familjen dvärgstritar. Utöver nominatformen finns också underarten A. r. excavatus.